# Город на дне моря (фильм, 1953)
«Город на дне моря» (англ. City Beneath the Sea) — американский цветной приключенческий фильм 1953 года, снятый режиссёром Баддом Беттикером, основанный на книге «Порт-Ройал: Город-призрак под морем» Гарри Э. Ризеберга.

## Сюжет
Ямайка. Судовой магнат Дуайт Тревор нанимает двух опытных водолазов — Брэда Карлтона и Тони Барлетта. Цель водолазов — найти на дне моря затонувший корабль и поднять с него груз — золотые слитки стоимостью 1 млн. долларов. Прибывшие на Ямайку водолазы даже и не подозревают о том, что поиск затонувшего корабля, который они будут искать по ложным координатам — план Тревора на получение страховки за утерянное золото. Тревор вместе со своим сообщником — капитаном Миди (капитаном затонувшего корабля, скрывающимся от властей и живущим под другим именем) намеревается осуществить контрабанду золота. Капитан Миди, знавший точные координаты кораблекрушения, решает кинуть своего сообщника и заключает сделку с Брэдом и Тони. От него водолазы узнают о том, что затонувший корабль лежит в том самом месте, где двести пятьдесят лет назад во время землетрясения ушёл под воду город Порт-Ройал. Тони погружается под воду и видит в самом центре затопленного города лежащий на дне затонувший корабль…

## В ролях
- Роберт Райан — Брэд Карлтон
- Мала Пауэрс — Терри Макбрайд
- Энтони Куинн — Тони Бартлетт
- Болл Сьюзан — Венита (Мэри Лу Битл)
- Джордж Мэтьюз — Мид (Ральф Соренсен)
- Карел Штепанек — Дуайт Тревор
- Хило Хэтти — мама Мэри
- Лало Риос — Калипсо
- Вуди Строуд — Джион
- Джон Уорбертон — капитан Клайв
- Питер Мамакос — капитан Педро Мендоса
- Барбара Моррисон — мадам Сесиль
- Леруа Антуан — певица Калипсо
- Леон Лонток — кип
- Мария Марко — женщина-полукровка

В титрах не указаны
- Сюзанн Риджуэй — посетительница бара
- Энн Робинсон — девушка в баре

## Съёмочная группа
- Режиссёр: Бадд Беттикер
- Продюсер: Альберт Дж. Коэн
- Сценаристы: Джек Харви, Рамон Ромеро
- Оператор: Чарльз. П. Бойл
- Композитор: Джозеф Гершенсон

В титрах не указаны
- Композиторы: Генри Манчини, Милтон Розен, Херман Стайн